# 北部湾蜓蜥
北部湾蜓蜥（学名：Sphenomorphus tonkinensis）一种分布于中国南方和越南东北部的蜥蜴，隶属于石龙子科蜓蜥属。其种加词“tonkinensis”意为“东京湾的”。

## 形态特征
北部湾蜓蜥体型较小，最大体长为52.5毫米，尾长大于体长，头长大于头宽。大部分前额鳞相接。颊鳞2枚，上唇鳞7枚，眶上鳞4枚。眼睑边缘白色，下眼睑可活动，被鳞。耳孔近圆形。背鳞光滑无棱。

## 保护
本种于2023年被收录入《有重要生态、科学、社会价值的陆生野生动物名录》。